# Martín Moggia
Martín Nicolás Moggia (San Justo, Provincia de Buenos Aires, 4 de noviembre de 1997) es un piloto argentino de automovilismo, actualmente inactivo.

## Carrera deportiva
Iniciado en la disciplina del karting, desarrolló su carrera compitiendo en distintos escalafones hasta llegar a debutar de manera profesional en 2014, compitiendo en la Fórmula Renault Argentina. Su carrera dio un gran salto en 2015 al proclamarse campeón de esta categoría de monoplazas y al mismo tiempo concretarse su debut en el campeonato del «joven» TC2000 al comando de un Fiat Linea, primero del Litoral Group y luego del Pro Racing. En 2016 pasó al PSG-16 Team, donde obtuvo el subcampeonato conduciendo primero un Honda Civic IX y luego un Fiat Linea.
En 2017 asciende al Súper TC2000 junto al Citroën Total Racing gestionado por PSG-16. Obtuvo un cuarto puesto con su como mejor resultado y acabó 14.° en la temporada con su Citroën C4. Al año siguietne se marchó al equipo Renault. Obtuvo su primer podio en Potrero de los Funes, pero dos carreras más tarde sufrió un accidente en San Juan que lo dejó fuera por varias carreras.Volvió para las últimas de la temporada, pero luego de eso dejó la categoría.

## Resumen de carrera
| Año       | Categoría                          | Marca               |
| --------- | ---------------------------------- | ------------------- |
| 2006-2013 | Piloto de karts                    |                     |
| 2014      | Debut en Fórmula Renault Argentina | Tito 02-Renault     |
| 2015      | Campeón Fórmula Renault Argentina  | Tito 02-Renault     |
| 2015      | Debut en TC2000                    | Fiat Linea          |
| 2016      | TC2000                             | Honda Civic IX      |
| 2016      | TC2000                             | Fiat Linea          |
| 2016      | Invitado en Súper TC2000           | Fiat Linea          |
| 2017      | Debut en Súper TC2000              | Citroën C4 Lounge   |
| 2017      | Debut en Top Race V6               | Mercedes-Benz C-204 |
| 2017      | Invitado en TC2000                 | Honda Civic IX      |
| 2018      | Súper TC2000                       | Renault Fluence GT  |
| 2018      | Invitado en TC2000                 | Renault Fluence     |
| Fuente:   |                                    |                     |

## Palmarés
| Título  | Categoría                 | Automóvil       | Año  |
| ------- | ------------------------- | --------------- | ---- |
| Campeón | Fórmula Renault Argentina | Tito 02-Renault | 2015 |

## Resultados

### TC 2000
| Año  | Equipo          | Auto            | 1    | 2    | 3     | 4     | 5    | 6    | 7     | 8     | 9   | 10   | 11    | 12   | 13    | 14     | 15     | 16     | 17    | 18    | 19  | 20     | 21  | 22  | 23  | Res. | Puntos |
| ---- | --------------- | --------------- | ---- | ---- | ----- | ----- | ---- | ---- | ----- | ----- | --- | ---- | ----- | ---- | ----- | ------ | ------ | ------ | ----- | ----- | --- | ------ | --- | --- | --- | ---- | ------ |
| 2015 |                 |                 | AG   | AG   | CON   | CON   | BA   | BA   | MER   | JUN   | JUN | LP I | LP I  | NDJ  | RAF   | RAF    | LP II  | LP II  | SL    | SL    | RC  | RC     | CDU | CDU |     | 18°  | 50     |
| 2015 | Litoral Group   | Fiat Linea      |      |      |       |       | Ret  | NL   |       | 14†   | 18  |      |       |      |       |        |        |        |       |       |     |        |     |     |     | 18°  | 50     |
| 2015 | Pro Racing      | Fiat Linea      |      |      |       |       |      |      |       |       |     |      |       | Ret  | 16    | 1      | 25†    | 13     | 5     | 5     | 14  | 15     | 14  | 16  |     | 18°  | 50     |
| 2016 |                 |                 | SMM  | SMM  | CON I | CON I | BA I | BA I | SJO   | SJO   | LP  | LP   | CDU   | CDU  | BA II | BA II  | CON II | CON II | RAF   | RAF   | AG  | RC     | RC  | PAR | PAR | 2°   | 308,5  |
| 2016 | PSG-16 Team     | Honda Civic IX  | Ret  | 2    | Ret   | 17    | 16   | 3    | 7     | 5     | 5   | 7    | 1     | 10   | 8     | 15     |        |        |       |       |     |        |     |     |     | 2°   | 308,5  |
| 2016 | PSG-16 Team     | Fiat Linea      |      |      |       |       |      |      |       |       |     |      |       |      |       |        | 1      | 5      | 14    | 1     | 2   | 2      | 4   | 9   | 7   | 2°   | 308,5  |
| 2017 |                 |                 | AG I | AG I | BA I  | BA I  | CDU  | CDU  | PAR I | PAR I | RC  | RC   | BA II | SL   | SL    | PAR II | PAR II | AG II  | SMM   | CON   | CON | BA III |     |     |     | -    | -      |
| 2017 | PSG-16 Team     | Honda Civic IX  |      |      |       |       |      |      |       |       |     |      | 6     |      |       |        |        | 4      |       |       |     |        |     |     |     | -    | -      |
| 2018 |                 |                 | AG I | AG I | CDU   | CDU   | CON  | CON  | RC    | RC    | BA  | LP   | LP    | SL I | SL I  | AG II  | SMM    | SMM    | SL II | SL II | ROS | ROS    | PAR | PAR |     | -    | -      |
| 2018 | Ambrogio Racing | Renault Fluence |      |      |       |       |      |      |       |       | 4   |      |       |      |       |        |        |        |       |       |     |        |     |     |     | -    | -      |

### Súper TC 2000
| Año  | Equipo                                 | Auto            | 1    | 2   | 3   | 4    | 5   | 6   | 7   | 8   | 9   | 10  | 11    | 12  | 13    | 14    | Res. | Puntos |
| ---- | -------------------------------------- | --------------- | ---- | --- | --- | ---- | --- | --- | --- | --- | --- | --- | ----- | --- | ----- | ----- | ---- | ------ |
| 2016 |                                        |                 | TRE  | ROS | SMM | AG I | TRH | OBE | BA  | SFE | SFE | TOA | SJU   | GR  | GR    | AG II | -    | -      |
| 2016 | Fiat Petronas                          | Fiat Linea      |      |     |     |      |     |     | 18† |     |     |     |       |     |       |       | -    | -      |
| 2017 |                                        |                 | BA I | PDF | SMM | ROS  | ROS | TRH | RAF | OBE | SFE | SFE | BA II | SJU | GR    | AG    | 14°  | 64,5   |
| 2017 | Citroën Total Racing Súper TC2000 Team | Citroën C4 II   | Ret  | 16  | 4   | 13   | Ret | 8   | 19† | 12  | 12  | 10  | 6     | 14  | Ret   | 20    | 14°  | 64,5   |
| 2018 |                                        |                 | BA I | ROS | ROS | SMM  | PDF | RAF | SJU | OBE | SFE | SFE | TRH   | SNI | BA II | AG    | 16°  | 37     |
| 2018 | Renault Sport                          | Renault Fluence | Ret  | 12  | 13  | Ret  | 2   | Ret | Ret |     |     |     |       | 15  | 9     | Ret   | 16°  | 37     |